# Royal Galipeau
Pour les articles homonymes, voir Galipeau.
Royal Galipeau (né le 5 janvier 1947 à St-Isidore (Prescott-Russell) et mort à Ottawa le 27 janvier 2018) est un homme politique canadien de la région d'Ottawa.
Il fut le candidat vainqueur du Parti conservateur du Canada dans la circonscription d'Orléans (autrefois Ottawa—Orléans lors de l'élection fédérale canadienne de 2006, 2008 et 2011).

## Biographie
En 1982, Royal Galipeau est élu au conseil municipal de Gloucester, défaisant un conseiller sortant. Au conseil, il aide à introduire des politiques d'égalité des opportunités et tenta, sans succès, de remplacer le terme "alderman" par un terme neutre. En 1985, il est candidat à la maire de Gloucester, terminant troisième derrière son collègue conseiller Harry Allen et le maire intérimaire Mitch Owens.
Royal Galipeau était un fervent partisan du Parti libéral du Canada et fut gérant de campagne pour le candidat libéral défait dans Carleton lors de l'élection provinciale ontarienne de 1995; il a également été adjoint du député fédéral Mauril Bélanger, de la circonscription Ottawa-Vanier. Toutefois, en mai 2005 il choisit de se porter candidat sous la bannière du Parti conservateur du Canada. La circonscription d'Ottawa—Orléans était une cible pour les conservateurs. Lors de l'élection de 2004, Walter Robinson, le candidat-vedette dirigeant de la Fédération canadienne des contribuables (Canadian Taxpayer's Federation), avait été battu par 2800 voix par le libéral Marc Godbout, ex-surintendant du Conseil des écoles catholiques de langue française d'Ottawa.
Royal Galipeau est opposé au mariage homosexuel ainsi qu'à l'avortement, ce qui lui vaut les critiques des groupes prônant la liberté individuelle et les droits humains.
Lors des élections générales de 2006 et 2008, Royal Galipeau défait Godbout. Il est battu par le militaire à la retraite Andrew Leslie le 19 octobre 2015. Son dernier mandat, amorcé en 2011, est marqué par une difficile lutte contre le cancer qui l'a finalement emporté en 2018.